# آخرین نیای مشترک انسان و شامپانزه

الگوی گونه‌زایی انسان‌تباران (Hominini) و گوریل‌تباران (Gorillini) طی ۱۰ میلیون سال گذشته؛ روند ترکیبی در انسان‌تباران تقریباً در طی ۸ تا ۶ میلیون سال پیش نشان داده شده است.

آخرین نیای مشترک انسان و شامپانزه (به انگلیسی: Chimpanzee–human last common ancestor) (CHLCA) به نزدیک‌ترین نیای مشترک دو سردهٔ انسان (Homo) و شامپانزه (شامپانزه معمولی و بونوبو) به نام انسان‌تباران (Hominini) می‌گویند. با توجه به گونه‌زایی پیچیده و ترکیبی این سرده، نمی‌توان برآورد دقیقی از عمر انسان‌تباران ارائه داد. اما با اطلاعاتی که به دست آمده است، فرگشت واگرایی این تبار از ۱۳ میلیون سال پیش در دورهٔ زمین‌شناسی میوسن آغاز شد و پیوند بین گونه‌ها تا ۴ میلیون سال پیش در دورهٔ زمین‌شناسی پلیوسن ادامه داشته است.
آخرین جد مشترک شامپانزه و انسان (CHLCA) آخرین جد مشترکی است که بین سرده‌های موجود هومو (انسان) و پان (شامپانزه و بونوبو) از انسان‌تبارها مشترک است. به دلیل گونه‌زایی دورگه پیچیده، در حال حاضر نمی‌توان تخمین دقیقی از سن این جد مشترک ارائه داد. در حالی که «واگرایی اولیه» بین جمعیت‌ها ممکن است در ۱۳ میلیون سال پیش (میوسن) رخ داده باشد، دورگه‌زایی ممکن است تا تا ۴ میلیون سال پیش (پلیوسن) ادامه داشته باشد.
در مطالعات ژنتیک انسانی، آخرین جد مشترک شامپانزه و انسان به عنوان لنگرگاهی برای محاسبة میزان چندریختی تک نوکلئوتیدی در جمعیت‌های انسانی استفاده می‌شود که در آن از شامپانزه‌ها به عنوان یک برون‌گروه استفاده می‌شود؛ یعنی گونه‌ای موجود که از نظر ژنتیکی شبیه‌ترین گونه به انسان خردمند است.

## آرایه‌شناسی
انسان‌تبارها به منظور جدا کردن انسان‌ها (سرده هومو) از شامپانزه‌ها (سرده پان) و گوریل‌ها (سرده گوریل) پیشنهاد شدند با این هدف که گونة دارای کمترین شباهت باید جدا شود.
مان و وایس (۱۹۹۶) پیشنهاد کردند که انسان‌تبارها باید شامل پان و هومو باشد که تا پیش از این در زیرتبارهای جداگانه طبقه‌بندی می‌شدند. آنها هوموها و همه میمون‌های انسان‌نمای دوپا را در زیرتبار جنوبی کپی‌آسا و پان‌ها را در زیرتبار پانینا طبقه‌بندی کردند. وود (۲۰۱۰) دیدگاه‌های مختلف این طبقه‌بندی را مورد بحث قرار داد. یک تبارشاخه شامپانزه توسط وود و ریچموند مطرح شد که آن را به تبار پانینی ارجاع دادند که از خانواده انسانیان متشکل از سه‌شاخه‌ای از زیرخانواده‌ها تصور می‌شد.

## شواهد فسیلی
هنوز هیچ فسیلی از آخرین جد مشترک شامپانزه و انسان شناسایی نشده است.
ساحل مردم چادی یک انسان‌تبار منقرض شده با مورفولوژی‌ای مشابه با آن چیزی است که از آخرین جد مشترک شامپانزه و انسان انتظار می‌رود. ساحل مردم چادی حدود ۷ میلیون سال پیش، نزدیک به زمان واگرایی شامپانزه و انسان، می‌زیسته است. مشخص نیست که باید آن را به عنوان یکی از اعضای انسان‌تباران به عنوان اجداد هومو و پان و کاندید بالقوه‌ای برای آخرین جد مشترک شامپانزه و انسان طبقه‌بندی کرد یا صرفاً میمونی میوسن با برخی شباهت‌های آناتومیک با انسان‌تبارهای بعدی.
آردی کپی به احتمال زیاد پس از انشعاب انسان و شامپانزه در ۵/۵ میلیون سال پیش ظهور پیدا کرده است. در دورانی که که دورگه‌زایی همچنان ادامه داشته است. آردی کپی چندین ویژگی مشترک با شامپانزه‌ها دارد اما به دلیل ناقص بودن فسیل و نزدیکی به نقطه انشعاب انسان و شامپانزه، موقعیت دقیق آن در پیشینه فسیلی مشخص نیست؛ بنابراین آردی کپی به احتمال زیاد از نسب شامپانزه‌ها است و در نتیجه جد انسان نیست.

## گونه‌زایی آمیخته
یکی از عوامل سردرگمی در تعیین سن دقیق شکافت پان-هومو، شواهدی مبنی بر یک فرایند گونه‌زایی پیچیده (برخلاف یک شکاف ساده) بین دو نسب است. طبق گفته پترسون و همکاران (۲۰۰۶) به نظر می‌رسد کروموزوم‌های مختلف در زمان‌های مختلف، احتمالاً در دوره‌ای ۴ میلیون ساله، جدا شده‌اند که نشاندهنده یک فرایند گونه‌زایی طولانی و با رویدادهای دورگه‌زایی وسیع بین دو نسب نوظهور در ۴/۵ تا ۳/۶ میلیون سال پیش است.